# Кенгуру Евгении
Кенгуру Евгении, или филандер Евгении, или кенгуру дама, или кенгуру Дерби, или тамнар (лат. Notamacropus eugenii, или Macropus eugenii), — небольшое млекопитающее семейства кенгуровых. Видовое название дано по названию острова (Ile Eugene), на котором были впервые обнаружены животные.

## Описание
У животных присутствует половой диморфизм, самцы крупнее и тяжелее самок. Длина тела самцов составляет 59—68 см, самок — 52—63 см, рост самцов и самок — 45 см, длина хвоста у самцов — 38—45 см, у самок — 33—44 см, вес самцов — 9,1 кг, самок — около 7 кг. Окрас меха снизу светло-серый, сверху тёмно-серый, с боков рыжий. У кенгуру большие уши и маленькая голова.

## Распространение
Кенгуру Евгении очень редкое животное. Живёт в некоторых южных районах Восточной и Западной Австралии, в основном находится в заповедниках.

## Образ жизни
Кенгуру живут группами численностью до 50 особей. Самцы борются друг с другом за место лидера в группе. Площадь занимаемой группой территории составляет 100 га. Ведут ночной образ жизни. Питаются растительной пищей.

## Размножение
Беременность длится 25—28 дней. В январе появляется один детёныш, который живёт в сумке матери от 8 до 9 месяцев. В возрасте от одного года до двух лет он становится половозрелым.